# 遊庭秘抄
『遊庭秘抄』（ゆうていひしょう）は、南北朝時代に書かれた御子左流蹴鞠の書。
2巻本（国立国会図書館・天理図書館蔵書など）と3巻本（内閣文庫蔵書・『群書類従』など）があり、いずれも全30章から構成され、後者が改訂版と考えられている。著者については、二条為定説（『群書類従』など）、二条為忠説（内閣文庫所蔵本・冷泉家時雨亭文庫所蔵『三代秘抄』など）がある。
後世もっぱら歌道の家として知られ、蹴鞠に関しては衰微していった御子左流における唯一の蹴鞠の書である。蹴鞠の歴史・ルール・技術論及び公家社会における蹴鞠の儀式及び装束に関する有職故実について論じている。